# Покровська церква на Усівці
Покровська церква — втрачена пам'ятка мурованої культової архітектури другої половини XVIII століття, що знаходилась в історичному районі міста Глухова Усівка на розі сучасних вулиць Покровської та Берегової.

## Історія
Зведення мурованої Покровської церкви розпочалось 1776 року на місці дерев'яної Покровської церкви. А зведено було 1783 року стараннями прихожан та священика Якова Івановича. Через більш як століття церкву розширили, бо не вистачало місця для прихожан. Для цього 1899 року прибудували правий приділ (лівий вже існував) на честь святого Феодосія Чудотворця Чернігівського. Кошти збирали прихожани та священик Олексій Рязанцев. Також значні пожертвування здійснив таємний радник Нікола Артемійович Терещенко.

## Опис
Церква була кам'яною, з такою ж дзвіницею. Загальна площа дерев'яної підлоги храму з лівим приділом, разом з вівтарем складала 17х8 аршин (12,09 х 5,69 м.). Підлога у церкві була дерев'яною на дубових балках, а стеля плоска на дерев'яних балках. У 1898 році для будівництва правого приділу заклали фундамент на бутовому камені з вапняковим розчиноном, глибиною 1 сажень (2,13 м.). Стіни були викладені з цегли на вапняковому розчині завтовшки 2 ½ цеглини. Під підлогою зроблена підсипка з сухого піску. Стеля плоска подвійна на соснових балках. Крокви правого приділу також дерев'янні, дах покритий металом. До середньої частини церкви було пробито дві арки розміром 5 аршин на 10 вершків (3,56 на 0,45 м) та 5 аршин на 6 вершків (3,56 на 0,27 м) й одні двері в алтарі шириною 1 аршин 10 вершків (1,15 м). Існуючі печі в середній частині розібрали та перенесені до лівого та правого приділів храму.
Під церквою із погостом було 2 десятини присадибної землі. Після добудови правого приділу огорожу діючої церкви посунуто на 8 аршин (5,69 м.) від стіни правого приділу. Сама церква розташовувалась по нинішній вулиці Покровській (колишній Петровського) біля струмка Береза.
В акті обстеження Покровської церкви наприкінці XIX століття було офіційно зазначено, що дзвіниця прибудована пізніше осіла, в місці з'єднання з церквою є проміжок розміром в 1 вершок (або близько 5 см; у цьому місці посипалося тинькування). Дзвіниця зберігала своє вертикальне положення, а згаданий проміжок не був наскрізним тому що з'єднання стін майстри зробили в паз. Також, фахівці виявили, що значно просіла стеля над середнім притвором. Зодчі допустили помилку розташувавши вгорі боров та димову трубу від утермарківської печі. Під час добудови трубу перенесли та поставили її над стіною.
При церкві діяло міське приходське училище. На початку XX століття приходським учителем працював губернський секретар Віктор Павлович Балабан, що був церковним старостою.

## Священик та притч
На початку XX століття при церкві служили священик Олексій Михайлович Рєзанов (нар. 1850) та псаломщик, які з 1902 року отримували від казни 400 руб. жалування на рік. о. Олексій закінчив Орловську духовну семінарію. З дружиною Неонілою Пилипівною (нар. 1856) вони виховали шестеро дітей.
Зокрема, 1911 році церква отримала прибуток у сумі 400 руб. Ще 23 рублі доходу приносили фінансові вкладення: за білетом Глухівського міського громадського банку на суму 50 руб. дохід складав 2 руб. на рік, за свідоцтвом на 500 руб. Державної ренти, що зберігалась у Глухівському казначействі, отримували відсотків 20 руб. та із розрахункової книжки на 34 руб. 89 коп. — 1 руб.
Церковним притчем оброблялося 2 десятини (0,5 дес. — орної та 1,5 — сіножаті). Прихожани Дмитро Свистун та Герасим Косяковський 1898 року подарували церкві 342 десятини присадибної та сіножатної землі. Ця малородюча земля здавалась в аренду і приносила щороку прибутку 40 рублів.
1894 року стараннями прихожан було зведено два дерев'яні будинки для священника та псаломщик, а також дерев'яні хлів, комора
та дрівник. 1899 року на церковному погості збудували дерев'яний сарай. У 1909 році побудували дерев'яну караульню на кам'яному фундаменті.
Прихожани Покровської церкви (750 чоловіків та 799 жінок) проживали у 258 будинках. Семеро з них були іновірцями, ще 53 — дворянами та почесними громадянами.
Храм знищений у 1930-х роках.